# Eckley
Eckley est une ville américaine située dans le comté de Yuma dans le Colorado.
Selon le recensement de 2010, Eckley compte 257 habitants. La municipalité s'étend sur 0,48 milles carrés (1,24 km2).
La ville est nommée en l'honneur d'Adam Eckles, un rancher qui fait partie de ses premiers habitants.

## Démographie
| 1920 | 1930 | 1940 | 1950 | 1960 | 1970 |
| ---- | ---- | ---- | ---- | ---- | ---- |
| 332  | 359  | 358  | 295  | 207  | 193  |

| 1980 | 1990 | 2000 | 2010 | - | - |
| ---- | ---- | ---- | ---- | - | - |
| 262  | 211  | 278  | 257  | - | - |